# Guillaume Arnell
Guillaume Arnell, né Guillaume-Jacques Arnell le 20 janvier 1958, est une personnalité politique française de Saint-Martin.

## Biographie
En 1995, avec le soutien d’autres jeunes Saint-Martinois engagés, Guillaume Arnell et Alain Richardson forment Ensemble pour Saint-Martin.
Aux élections cantonales de 1998, il est élu conseiller général de Guadeloupe sur le canton de Saint-Martin-2 et prend la succession de Robert Weinum, conseiller général de Guadeloupe pendant 19 ans. Guillaume Arnell est réélu en 2004.
En 2007, le MAP choisit Alain Richardson pour conduire la liste Rassemblement Responsabilité Réussite (RRR) aux premières élections territoriales. La liste RRR obtient 42,2 % au second tour. Guillaume Arnell devient conseiller territorial (l'un des six de la liste).
En 2008, il est candidat pour le groupe RRR aux sénatoriales, mais est battu.
Aux élections territoriales de 2012, il est élu à nouveau sur la liste RRR, conduite par Alain Richardson. La liste ayant gagné les élections, Alain Richardson devient président de la collectivité et Guillaume Arnell vice-président du conseil. Il assure la responsabilité du pôle développement durable, qui dispose également des compétences en habitat, construction et urbanisme.
Guillaume Arnell se présente aux élections législatives de 2012 à Saint-Barthélemy et Saint-Martin sous l'étiquette du RRR. Il obtient 25,67 % au premier tour et peut se maintenir au second, lors duquel il obtient 47,77 %, étant battu par Daniel Gibbs, tout en ayant eu le meilleur score dans la collectivité de Saint-Martin (53,30 %).
Candidat lors des élections sénatoriales de septembre 2014, il est élu au second tour de scrutin avec 11 voix, contre huit à Alain Gros-Desormeaux (sans étiquette) et quatre à Dominique Aubert (UMP). Il succède ainsi à Louis-Constant Fleming, qui a démissionné de la haute chambre le 31 décembre 2013, provoquant la vacance du siège durant neuf mois. Sa suppléante est Aline Hanson, présidente du conseil territorial. Il siège sur les bancs du groupe Rassemblement démocratique et social européen (RDSE).